# Oconee County (Georgia)
Das Oconee County ist ein County im Bundesstaat Georgia der Vereinigten Staaten. Der Verwaltungssitz (County Seat) ist Watkinsville.

## Geographie
Das County liegt im mittleren Norden von Georgia hat eine Fläche von 482 Quadratkilometern, wovon ein Quadratkilometer Wasserfläche ist, und grenzt im Uhrzeigersinn an folgende Countys: Clarke County, Oglethorpe County, Greene County, Morgan County, Walton County und Barrow County.
Das County ist Teil der Metropolregion Athens–Clarke County.

## Geschichte
Oconee County wurde am 25. Februar 1875 als 135. County in Georgia aus Teilen des Clarke County gebildet. Benannt wurde es nach dem Oconee River.

## Demografische Daten

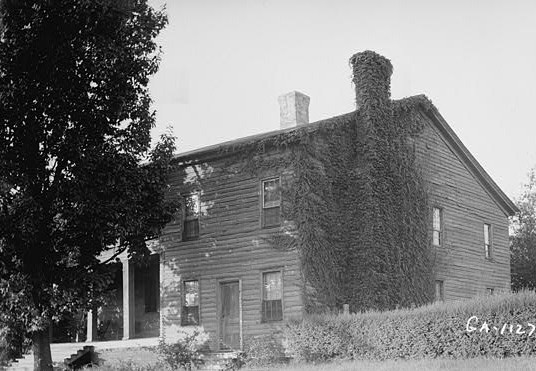
Eagle Tavern, gelistet im NRHP

Laut der Volkszählung von 2010 verteilten sich die damaligen 32.808 Einwohner auf 11.622 bewohnte Haushalte, was einen Schnitt von 2,81 Personen pro Haushalt ergibt. Insgesamt bestehen 12.383 Haushalte.
80,4 % der Haushalte waren Familienhaushalte (bestehend aus verheirateten Paaren mit oder ohne Nachkommen bzw. einem Elternteil mit Nachkomme) mit einer durchschnittlichen Größe von 3,16 Personen. In 43,4 % aller Haushalte lebten Kinder unter 18 Jahren sowie in 21,6 % aller Haushalte Personen mit mindestens 65 Jahren.
30,9 % der Bevölkerung waren jünger als 20 Jahre, 20,7 % waren 20 bis 39 Jahre alt, 31,8 % waren 40 bis 59 Jahre alt und 16,5 % waren mindestens 60 Jahre alt. Das mittlere Alter betrug 39 Jahre. 48,8 % der Bevölkerung waren männlich und 51,2 % weiblich.
88,4 % der Bevölkerung bezeichneten sich als Weiße, 5,1 % als Afroamerikaner, 0,1 % als Indianer und 3,1 % als Asian Americans. 2,0 % gaben die Angehörigkeit zu einer anderen Ethnie und 1,4 % zu mehreren Ethnien an. 4,4 % der Bevölkerung bestand aus Hispanics oder Latinos.
Das durchschnittliche Jahreseinkommen pro Haushalt lag bei 75.946 USD, dabei lebten 7,1 % der Bevölkerung unter der Armutsgrenze.

## Orte im Oconee County
Orte im Oconee County mit Einwohnerzahlen der Volkszählung von 2010:
Towns:
- Bishop – 224 Einwohner
- Bogart – 1034 Einwohner
- North High Shoals – 652 Einwohner
- Watkinsville (County Seat) – 2832 Einwohner